# ホセ・カンパーニャ
ホセ・アンヘル・ゴメス・カンパーニャ（José Ángel Gómez Campaña, 1993年5月31日 - ）は、スペイン・セビリア出身のサッカー選手。元スペイン代表。UDラス・パルマス所属。ポジションはミッドフィールダー。

## クラブ経歴

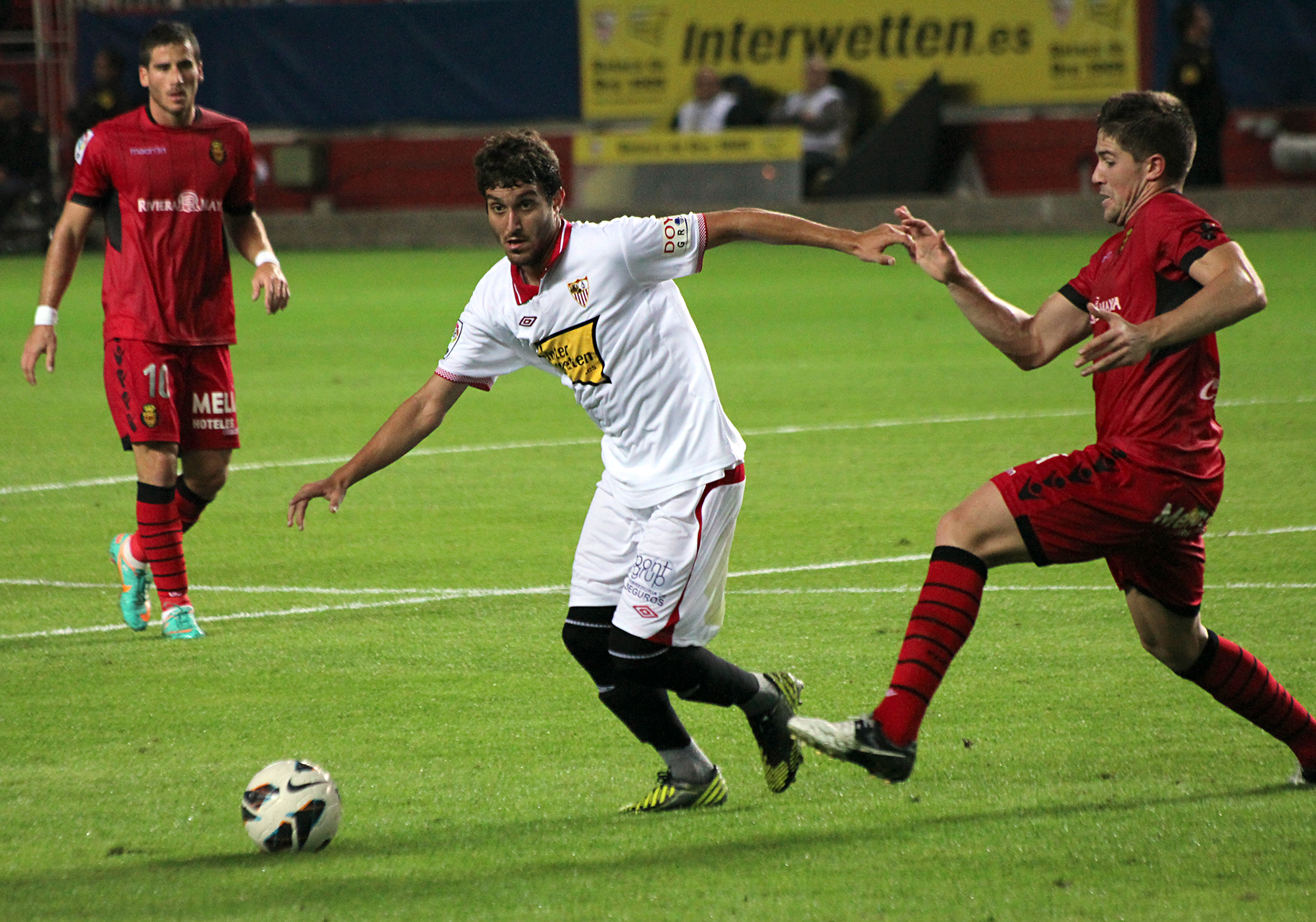
マジョルカ戦にてプレーするカンパーニャ (2012年)

### セビージャ
アンダルシア州のセビリアに生まれ、2000年に7歳でセビージャFCのカンテラに入団した。2009年には、わずか16歳でBチームで出場機会を掴み、2011-12シーズン開幕前にマルセリーノ監督によってトップチームへと登録された。
2011年8月25日、UEFAヨーロッパリーグ出場権がかかったヨーロッパリーグ予選のハノーファー96戦にて、ピオトル・トロホウスキとの交代でトップチームデビューを果たした。ラ・リーガデビューは、8月29日のマラガCF戦であり、これもマヌ・デル・モラルとの途中交代でのデビューだった。
トップチームの1シーズン目は公式戦18試合の出場に終わり、クラブもリーグ戦9位でのフィニッシュとなった。2013年3月、左足を骨折し、2012-13シーズンの戦列復帰が絶望的になってしまった。
2013年7月、クリスタル・パレスFCへ4年契約で移籍。
2014年1月、1.FCニュルンベルクにレンタル移籍した。
2014年7月22日、UCサンプドリアに完全移籍した。

## 代表経歴
スペイン代表として2012年にUEFA U-19欧州選手権に出場した。

## タイトル
代表
- UEFA U-19欧州選手権 2011